# Atacama Pathfinder Experiment
Pour les articles homonymes, voir Pathfinder et APEX.
Atacama Pathfinder EXperiment (APEX) est un radiotélescope d'observation millimétrique développé conjointement par l'Institut Max-Planck de radioastronomie, l'Observatoire spatial d'Onsala et l'Observatoire européen austral et inauguré en 2006. Il est situé au Chili, sur le site de Llano du Chajnantor, un haut plateau du désert d'Atacama (5 100 m) au même endroit que l'interféromètre ALMA dont il constitue un prototype.

## Historique
Le projet APEX est le fruit d'une collaboration entre l'Institut Max-Planck de radioastronomie (MPIfR) (contributeur allemand à hauteur de 55 %), l'Observatoire spatial d'Onsala (OSO) (contributeur suédois 13 %) et l'Observatoire européen austral (ESO) (32 %). Il est entré en service en 2004. Il s'agit d'une version modifiée d'un prototype de radio-télescope de l'observatoire ALMA (inauguré en 2013) dont il partage le site. Les opérations au Chili sont effectuées sous la responsabilité de l'ESO. Le temps d'observation est alloué de la manière suivante : institut Max-Planck (49,5 %), ESO (28 %), Onsala (11,7 %) et Chili (10 %).

## Site
L'observation des ondes millimétriques et submillimétriques de source céleste nécessite un environnement sec car elles sont en grande partie absorbées par la vapeur d'eau présente dans l'atmosphère terrestre. Pour cette raison APEX comme ALMA sont  installés sur un plateau aride. Pour réduire l'épaisseur de l'atmosphère traversée par le rayonnement incident, le site retenu se situe à une altitude de 5 100 m  sur un haut plateau du désert d'Atacama au nord du Chili. L'instrument est installé à environ 50 kilomètres à l'est de la ville de San Pedro de Atacama sur un site déjà occupé par l'observatoire du Llano de Chajnantor et ALMA. Les observations scientifiques ne sont pas réalisables entre le 20 décembre et le 20 mars, période durant laquelle la proportion de vapeur d'eau dans l'atmosphère est la plus élevée.  

## Caractéristiques techniques
L'antenne parabolique de APEX mesure 12 m de diamètre et est sensible aux longueurs d'onde allant de 0,2  à   2 millimètres. Elle est constituée de 264 plaques d'aluminium dont les irrégularités de surface par rapport à la forme projetée n'excèdent pas 17 micromètres. Le réflecteur secondaire d'un diamètre de 75 centimètres est en aluminium. Un dispositif d'oscillation solidaire de ce réflecteur peut être utilisé avec les récepteurs hétérodynes pour réduire la sensibilité dans le temps par rapport aux instabilités des récepteurs et de l'atmosphère.  L'antenne utilise une monture azimutale. Les émissions radio collectées sont dirigées vers les instruments installés au niveau de deux foyers Nasmyth et du foyer Cassegrain. Le radiotélescope a une masse totale de 125 tonnes. La précision de pointage est de 2 micromètres et en mouvement de 0,6 seconde d'arc. 

### Instrumentation
Ce télescope permet ainsi l'étude précise de l'univers froid. En effet, les ondes qu'il est capable de détecter sont principalement émises par des objets dans des conditions de température comprises entre 10  et   100 kelvins (−263 °C à −173 °C). Le télescope dispose de deux familles d'instruments qui permettent d'effectuer des observations dans les domaines millimétrique et submillimétrique : les bolomètres, qui intègrent la lumière reçue sur un large intervalle de fréquences, et les instruments hétérodynes, qui permettent d'obtenir un spectre représentant l'intensité de la lumière en fonction de la fréquence (technique de spectroscopie).

#### Bolomètres
Les bolomètres installés par le passé ou actifs sont les suivants  :
- ASZCa : matrice de 330 bolomètres observant à 2 mm ; cet instrument a été utilisé essentiellement pour la détection de l'effet Sunyaev-Zel'dovich. Il a été déclassé fin 2010.
- LABOCA : matrice de 295 bolomètres observant à 870 micromètres.
- SABOCA : matrice de 37 bolomètres observant à 350 micromètres. Cet instrument a été déclassé en 2009.
- ArTéMiS : cet instrument développé par l'IRFU (laboratoire  français du CEA) et installé en 2015 permet des observations simultanées à 350 et 450 micromètres, avec près de 2000 détecteurs pour chaque longueur d'onde

#### Instruments hétérodynes
Les instruments hétérodynes (spectromètres) installés par le passé ou actifs sont les suivants :
- SHFI : cet instrument hétérodyne permet d'observer dans l'une des trois bandes : 213-275 GHz, 267-378 GHz, ou 385-506 GHz, avec un seul détecteur. Déclassé en octobre 2017.
- FLASH+ : cet instrument fournit des spectres simultanément dans deux bandes, dans les fenêtres atmosphériques centrées à 345 GHz et 460 GHz
- CHAMP+ : deux matrices de 7 détecteurs, fonctionnant dans les bandes 602-720 GHz et 790-950 GHz
- SEPIA : cet instrument installé en 2016  est constitué d'un seul détecteur, qui permet d'observer dans deux bandes de fréquence : 159-211 GHz et 600-722 GHz (depuis 2018).
- CONCERTO, spectro-imageur à grand champ de vision (depuis 2021)[5].

### Objectifs scientifiques
Depuis son inauguration officielle le 25 septembre 2005, le télescope APEX a accumulé des dizaines de milliers d'heures d'observation. Grâce aux différents instruments disponibles, ce télescope permet d'étudier une grande variété d'objets de notre univers :
- les galaxies à grand décalage vers le rouge, qui peuplaient l'Univers jeune
- les galaxies proches, par exemple les nuages de Magellan (les deux galaxies les plus proches de nous) et Centaurus A (la plus proche galaxie à noyau actif)
- le disque de notre galaxie, qui est presque intégralement accessible depuis le site d'APEX ; en particulier, le centre galactique ne peut être observé facilement que depuis l'hémisphère sud
- les objets du système solaire, par exemple des comètes ou les satellites des planètes géantes.

Les observations réalisées avec APEX permettent d'aborder les principaux thèmes de l'astrophysique moderne : l'évolution des galaxies depuis l'univers primordial jusqu'à aujourd'hui, la formation des étoiles par la détection de proto-étoiles et l'étude du milieu interstellaire, ou encore la recherche de molécules organiques dans les comètes et dans la Galaxie. De plus, des observations couvrant de grandes régions du ciel fournissent les données idéales pour repérer des cibles potentielles pour des observations plus détaillées avec l'interféromètre ALMA.

## Galerie

Vue panoramique du plateau qui accueille l'observatoire.

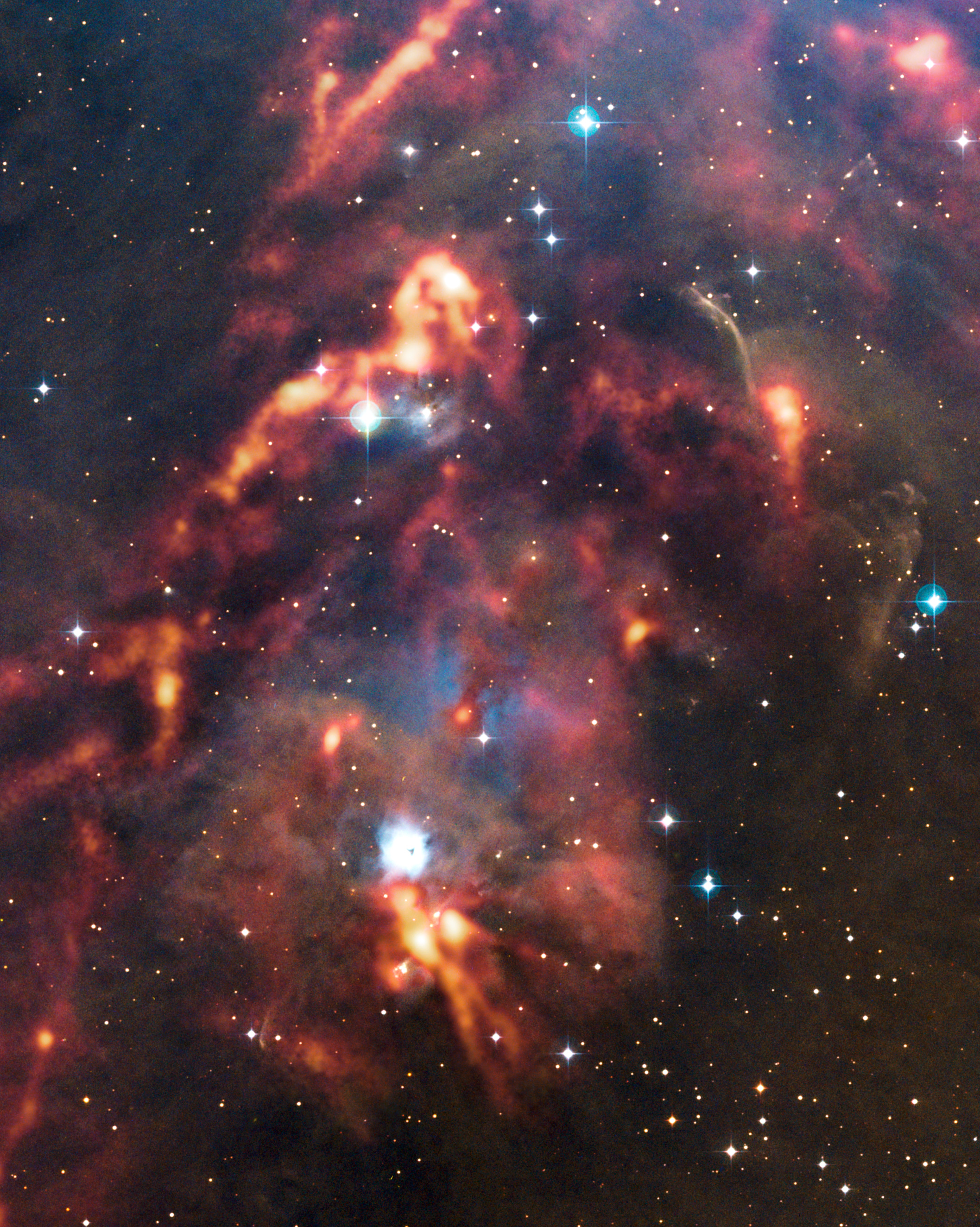
La région d'Orion : les nuages de poussière observés par APEX (en orange) sont superposés à une image dans le visible
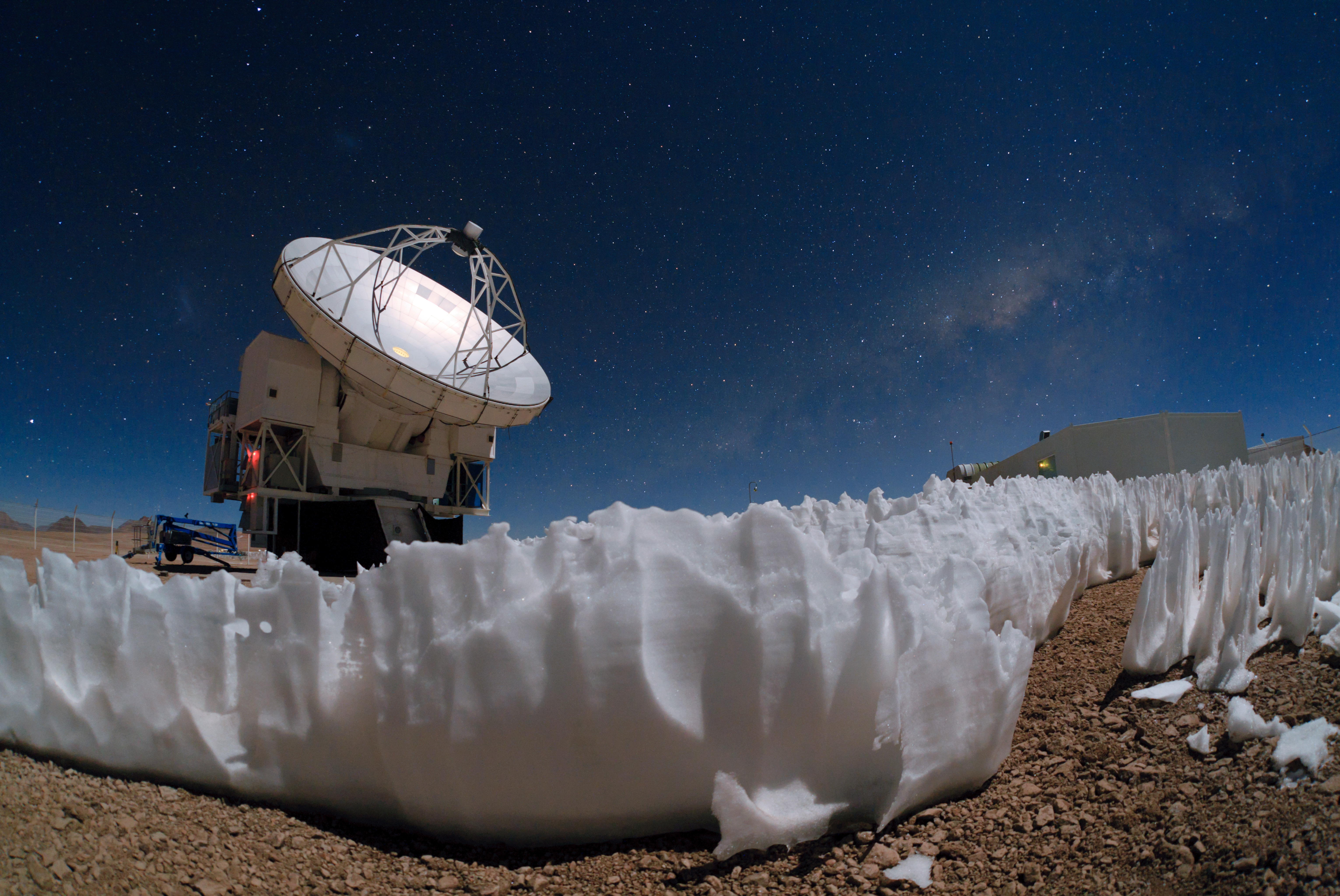
APEX et un groupe de  pénitents de neige.
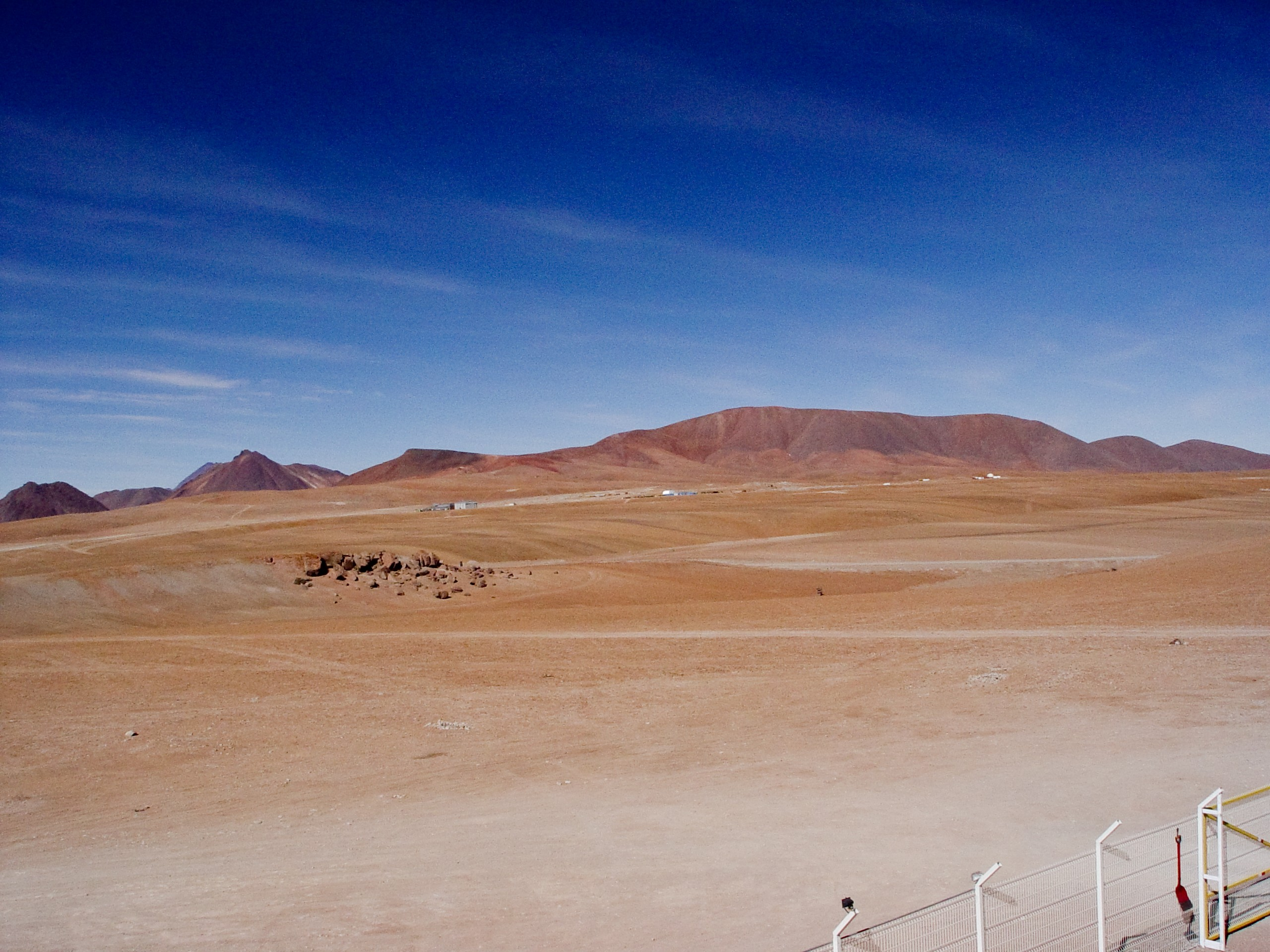
Vue du site du radiotélescope ALMA
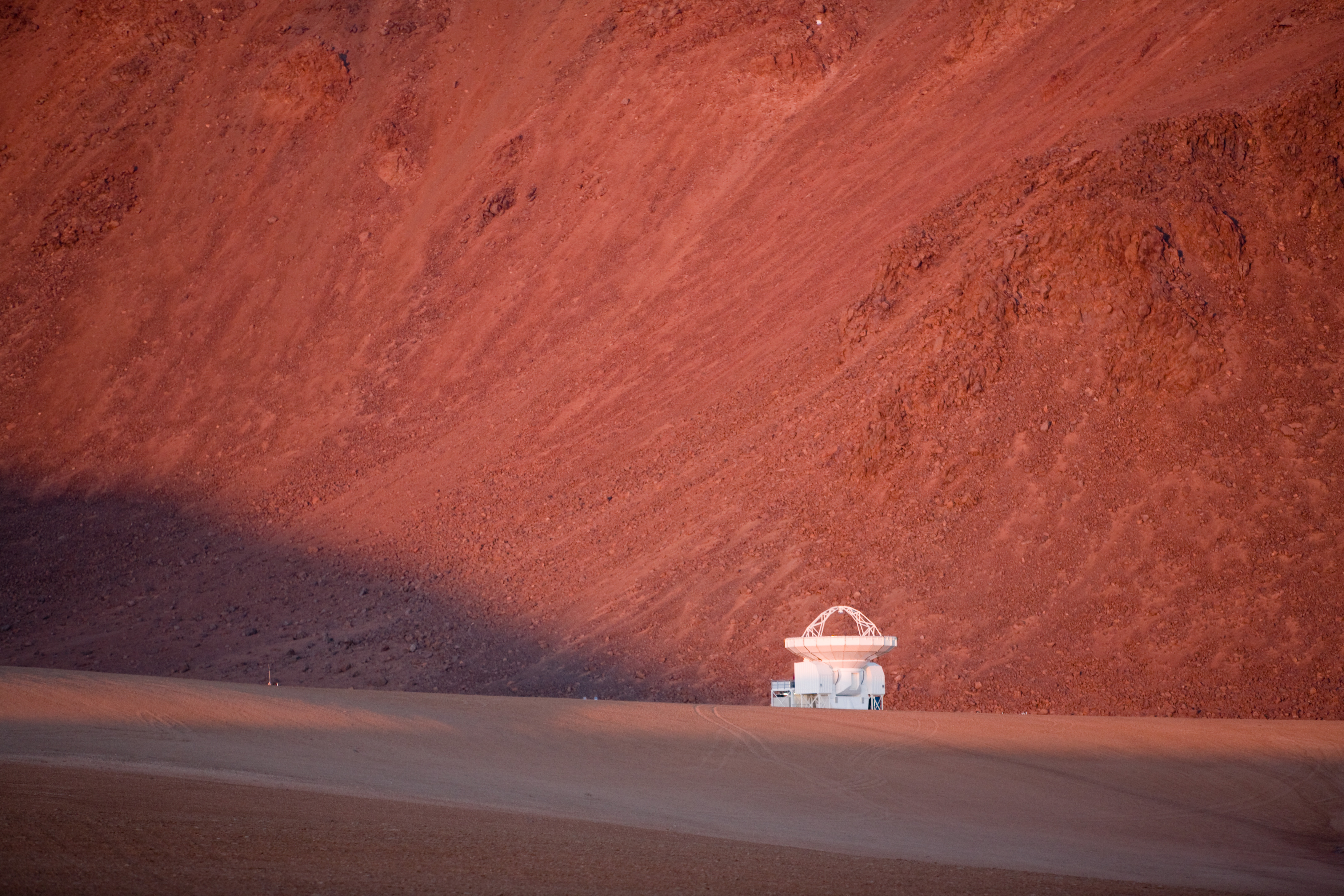
APEX à Chajnantor
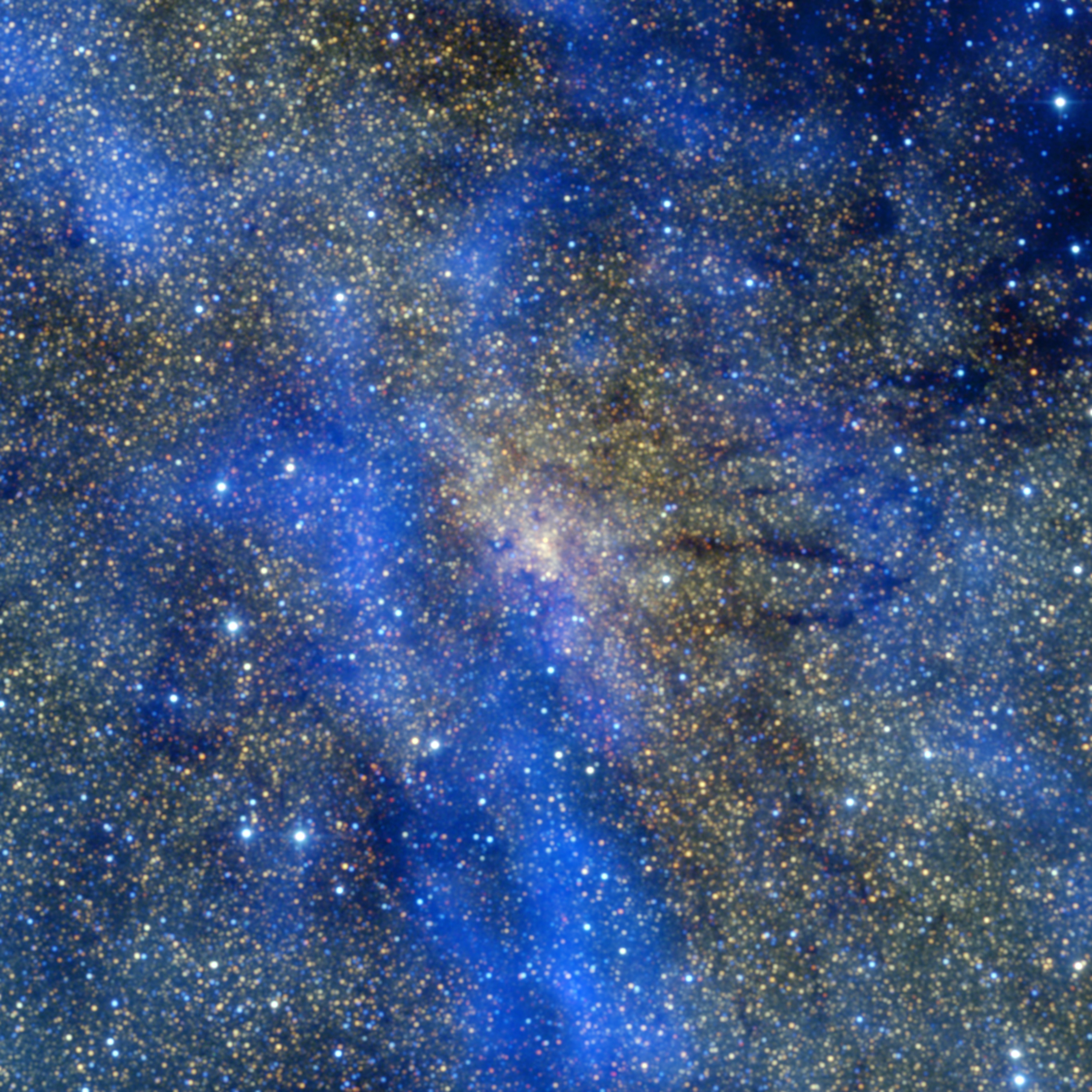
Observation de la région centrale de la voie Lactée par l'instrument LABOCA
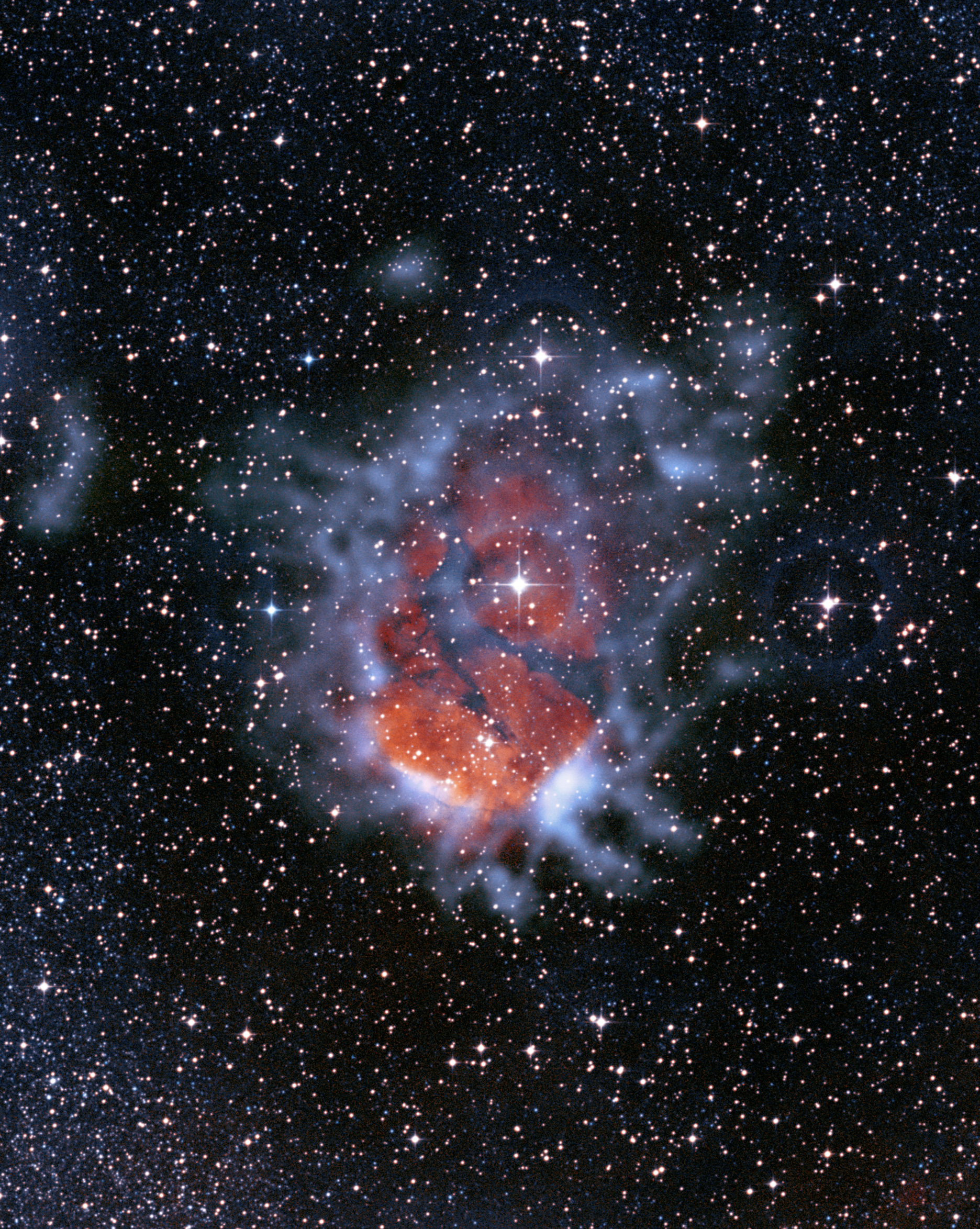
Image couleur composite réalisée avec l'instrument LABOCA
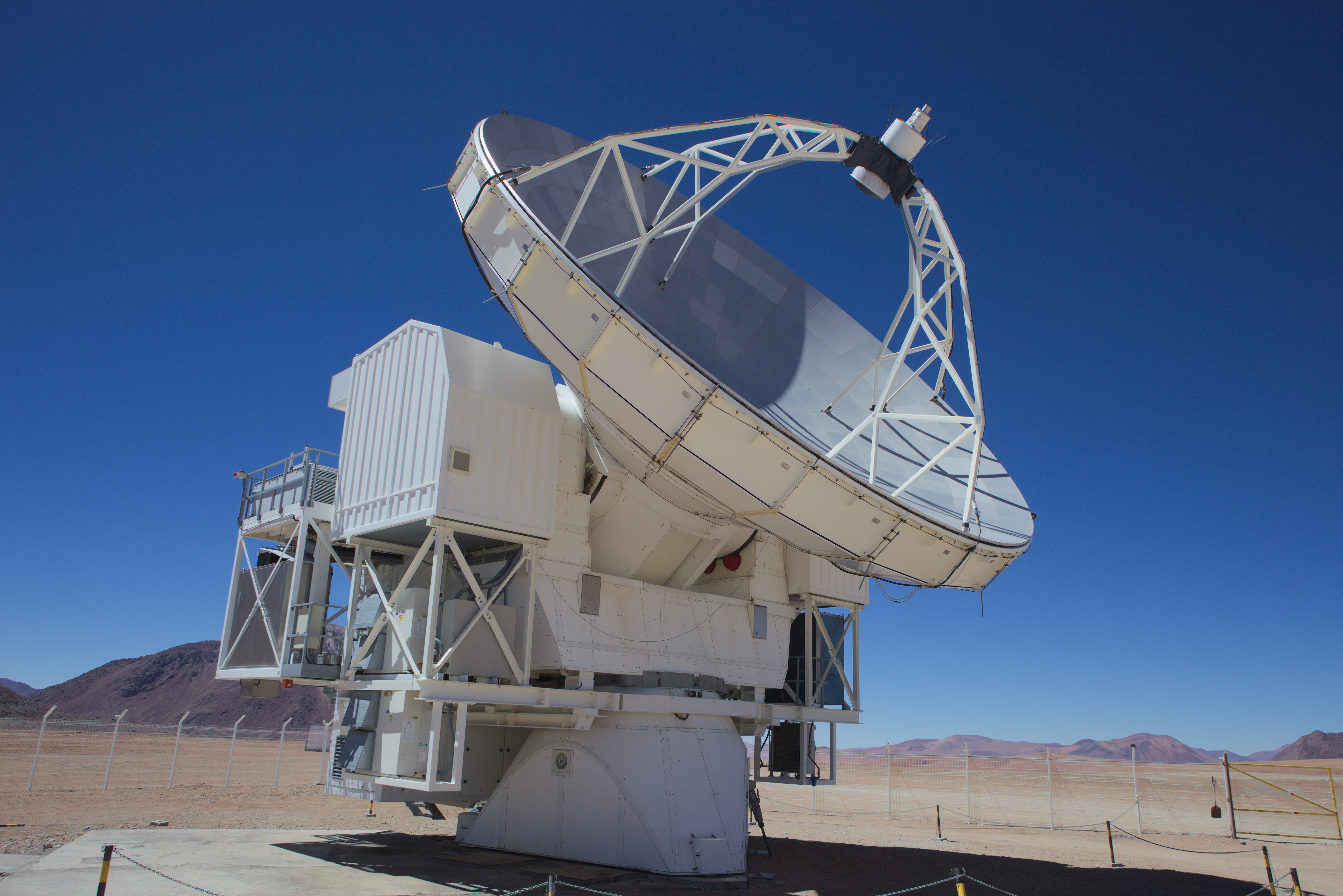
APEX
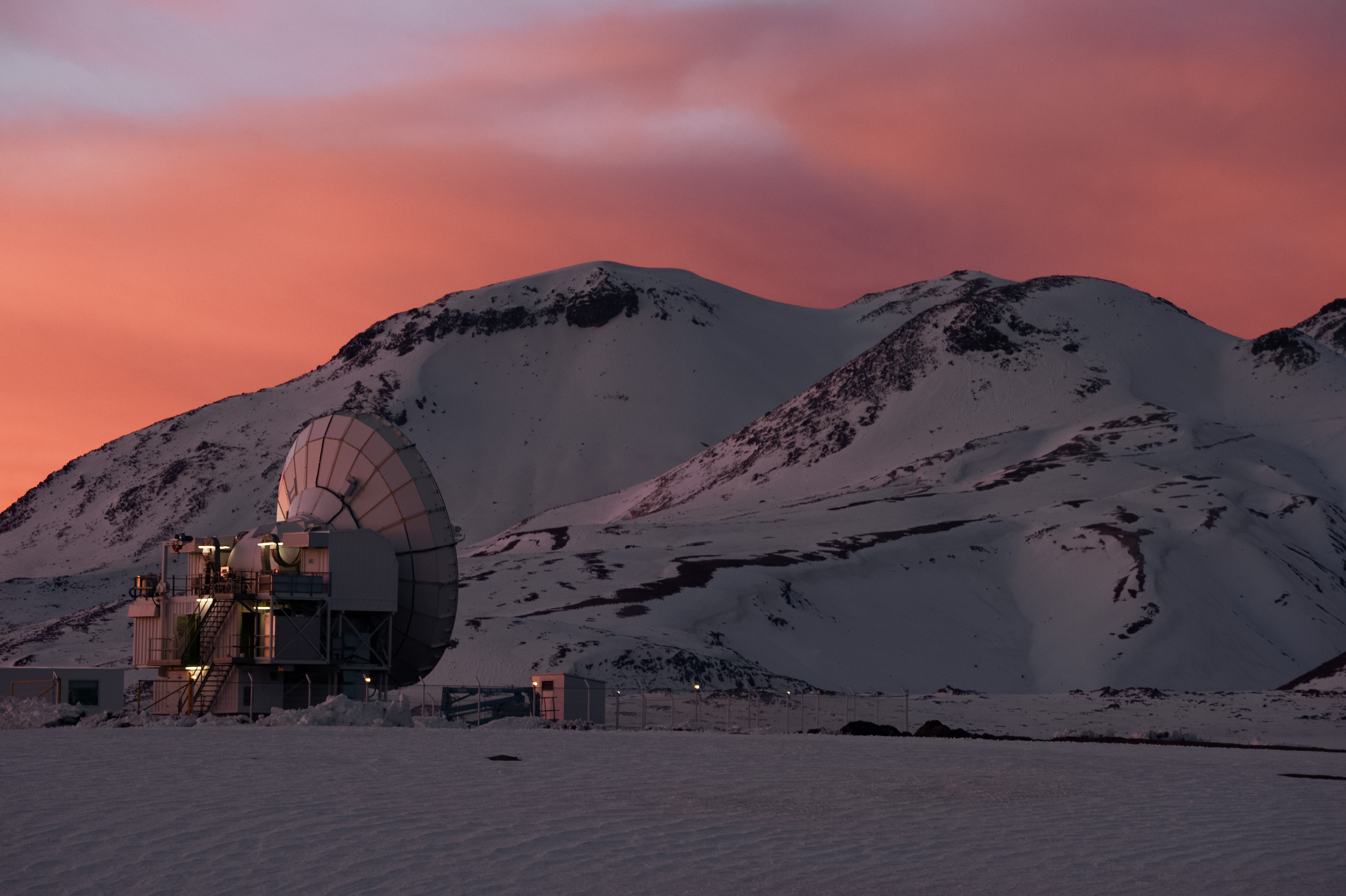
APEX et le plateau de Llano du Chajnantor^sous la neige